# Agathon (Zeitschrift)
Agathon war eine von Paul Steegemann herausgegebene Zeitschrift, die in wenigen Ausgaben während des Ersten Weltkrieges erschien. Das Blatt erschien 1917 zunächst bei Böhme in Wolgast und mit Heft 2/3 zuletzt 1918 bei Kruse in Hannover.
1978 erschien ein Nachdruck bei Kraus in Nendeln.
Volltext-Digitalisate sind über die Datenbank Der literarische Expressionismus Online einsehbar.